# Arkhermosz

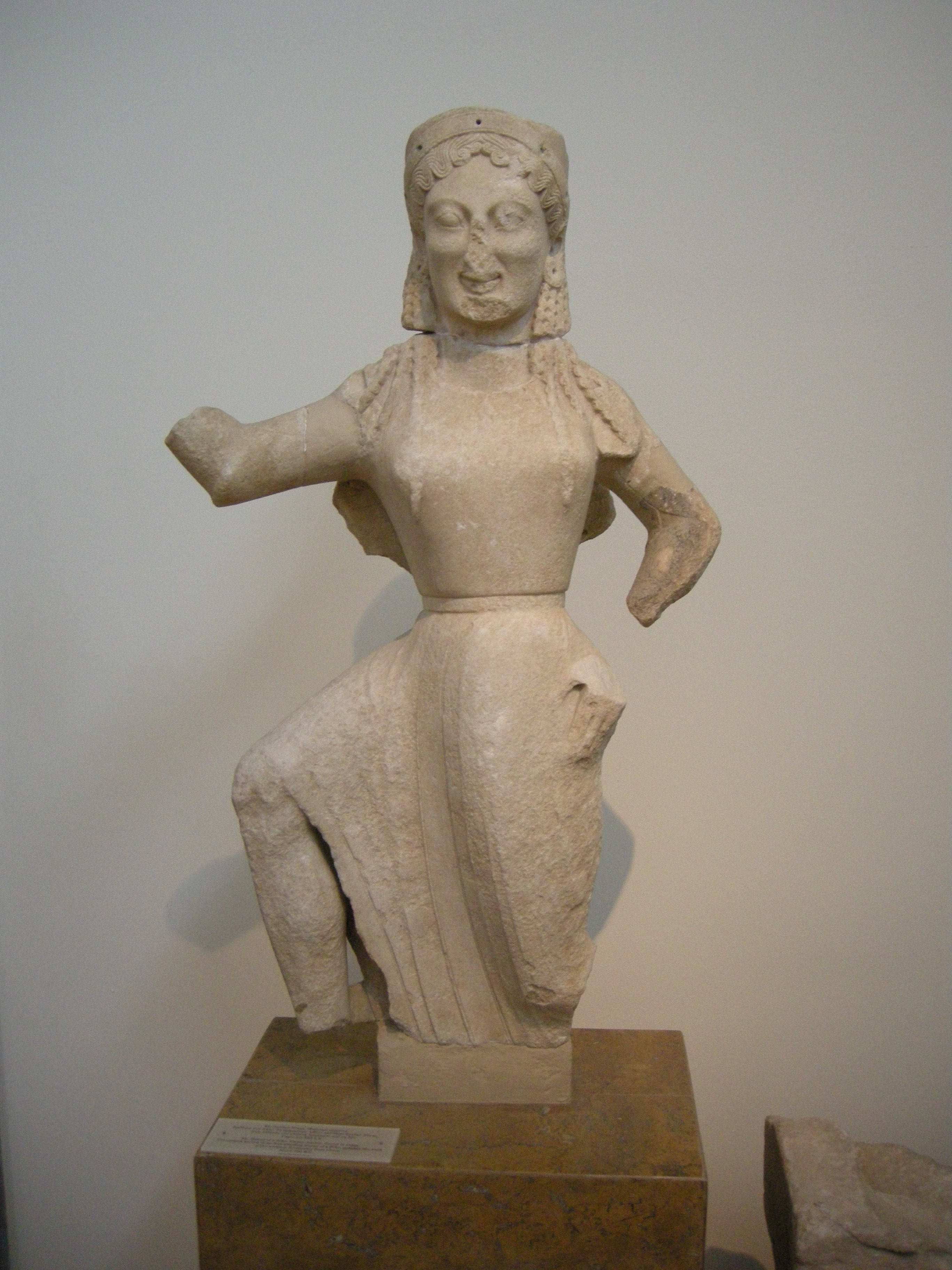
A Déloszi Niké

Arkhermosz (Kr. e. 6. század második fele) görög szobrász.
Az archaikus görög szobrászat egyik legjelentősebb stílusirányzatának, a híoszi iskolának fontos szobrásza, maga is Híosz szigetéről származott. Az ő műve az első ismert szárnyas Niké-szobor. Ugyancsak az ő alkotása a híres Déloszi Niké, amely 1877-ben került elő, és felirat alapján azonosították Arkhermosz munkájaként. Athénban is dolgozott, mert az Akropoliszon is előkerült szignatúrája egy talapzaton. Néhány más művéről ifjabb Plinius írt. Fiai, Bupalosz és Athénisz is neves szobrászok lettek, együtt is dolgoztak.